# 북무안 나들목
북무안 나들목(N.Muan IC)은 전라남도 무안군 현경면 평산리에 설치된 무안광주고속도로의 2번 교차로이다. 국가지원지방도 제60호선을 통해 현경면, 무안읍내로 진출할 수 있으며, 인근에 무안기업도시가 있다. 광주 방향 진입과 무안 방향 진출만 가능하며, 이용 차량은 무안공항 요금소의 가장 바깥 차로를 이용한다.

## 연혁
- 2007년 11월 9일 : 88올림픽고속도로 무안공항 나들목 ~ 나주 나들목 구간 개통과 함께 영업 개시[1]
- 2008년 1월 3일 : 무안공항 나들목 ~ 운수 나들목 구간이 무안광주고속도로로 분리되면서 무안광주고속도로에 속함.[2]

## 구조물 정보
- 위치 : 전라남도 무안군 현경면 평산리
- 영업소(무안공항 요금소) : 전라남도 무안군 현경면 무안광주고속도로 5

## 접속하는 도로
- 국가지원지방도 제60호선 (공항로)
- 간접 연결 : 국도 제24호선 (함장로, 현해로, 현경 교차로 이용), 국도 제77호선 (공항로, 현경 교차로 이용)

## 무안공항 요금소

무안공항 요금소

무안공항 요금소(務安空港料金所, Muan Airport TG)는 전라남도 무안군 현경면 무안광주고속도로 5에 위치한 무안광주고속도로 본선 상의 요금소이다. 북무안 나들목과 일체형을 이루고 있으며, 본선 요금소 역할 뿐만 아니라 북무안 나들목의 진출입용 요금소 역할도 병행한다. 이 때 요금소의 가장 바깥 차로를 이용한다. 2007년 11월 8일 88올림픽고속도로의 무안공항 나들목 ~ 나주 나들목 구간이 개통되면서 영업을 개시했으며, 2008년 1월 3일 무안공항 나들목 ~ 운수 나들목 구간이 무안광주고속도로로 분리되면서 무안광주고속도로의 요금소가 되었다.

## 광주 방향(상행선)
- 하이패스 차로 : 1,4차로

## 무안공항 방향(하행선)
- 하이패스 차로 : 1,5차로
- 5차로는 북무안 나들목 진출차량 차로이다.

## 교통량 정보
무안공항 요금소 기준이다. '무안공항'은 본선 이용 차량, '북무안'은 북무안 나들목 진출입 차량의 수이다.
| 요금소            | 통행량 (대/일) | 통행량 (대/일) | 통행량 (대/일) | 통행량 (대/일) | 통행량 (대/일) | 통행량 (대/일) | 통행량 (대/일) | 통행량 (대/일) | 통행량 (대/일) | 통행량 (대/일) | 각주  |
| 요금소            | 2007년         | 2008년         | 2009년         | 2010년         | 2011년         | 2012년         | 2013년         | 2014년         | 2015년         | 2016년         | 각주  |
| ----------------- | -------------- | -------------- | -------------- | -------------- | -------------- | -------------- | -------------- | -------------- | -------------- | -------------- | ----- |
| 무안공항 (폐쇄식) | 274            | 508            | 596            | 627            | 648            | 630            | 579            | 532            | 618            | 647            | [ 3 ] |
| 북무안 (폐쇄식)   | 381            | 1,014          | 1,580          | 1,756          | 1,747          | 1,783          | 1,933          | 2,056          | 2,266          | 2,348          | [ 3 ] |
| 요금소            | 2017년         | 2018년         | 2019년         |                |                |                |                |                |                |                | [ 3 ] |
| 무안공항 (폐쇄식) | 679            | 797            | 1,084          |                |                |                |                |                |                |                | [ 3 ] |
| 북무안 (폐쇄식)   | 2,529          | 2,467          | 2,939          |                |                |                |                |                |                |                | [ 3 ] |